# Nibiru (hipotetski planet)
Nibiru ili Planet X, hipotetski planet koji se prema mišljenjima nekih istraživača nalazi na rubu Sunčeva sustava. Vjerovanja kako će to nebesko tijelo svojim prolaskom kroz Sunčev sustav uzrokovati kataklizmu na Zemlji krajem 2012. i posljedično izazvati smak svijeta, nisu potvrđena od strane znanstvene zajednice i osporena su kao pseudoznanstvena naklapanja.
Unutar pseudoznanstvene zajednice vjeruje se da je Nibiru planet velike mase, vjerojatno pet puta veći od Zemlje koji je udaljen od Sunca pola svjetlosne godine. Također, tvrdi se da se kreće eliptičnom putanjom i okreće u suprotnom smjeru od ostalih planeta, a postoje i tvrdnje kako se ne radi o planetu, već o smeđem patuljku, odnosno protozvijezdi.
Ideja o planeti Nibiru nastala je 1976. u djelu američkog antropologa Zaharija Sitčina (1920. – 2010.) Dvanaesti planet, u kojem autor obrađuje i prevodi drevne sumerske tekstove u kojima se spominje tajanstveni planet Nibiru koji, prema sumerskoj mitologiji, naseljavaju Anunnaki, drevni astronauti ili bogovi, a koji u većim vremenskim rasponima, ciklički prolazi kroz naš planetarni sustav. Koncept o postojanju Nibirua ili tzv. planeta križanja, dalje je razradila Nancy Lieder, samozvani medij, koja je konstruirala čitavu priču o povezanosti Planeta X i Nibirua s majanskim kalendarom čiji današnji ciklus završava upravo 2012. godine.

## Podrijetlo nastanka priče o planeti Nibiru
O postojanju nekog velikog nebeskog tijela nagađalo se još i prije otkrića Plutona 1930. godine, jer su postojale anomalije u orbitama Urana i Neptuna te pojasu asteroida unutar Sunčeva sustava koje nisu mogle biti objašnjene nikako drugačije, nego kao utjecaj nekog velikog i dotad neotkrivenog nebeskog tijela.
Godine 1877. astronom David Todd pokušao je pronaći planet u blizini Neptuna, koristeći se tzv. "grafičkom metodom", kojom je na temelju otpadnog materijala oko Urana utvrdio gdje bi se taj objekt otprilike trebao nalaziti. Godine 1879. Camile Flammarion je pokušao pronaći nepoznat planet na osnovi gomilanja kometa koje privlače veliki planeti. Taj je hipotetski planet američki matematičar i astronom Percival Lowell (1855. – 1916.) nazvao Planet X. Kada je 1930. godine Clyde Tombaugh otkrio Pluton mislilo s da je konačno otkriven Planet X, no naposljetku je zaključeno kako njegova masa nije dovoljna da prouzroči spomenute anomalije u kretanju okolnih planeta.
U sumerskim legendama postoji priča o planetu koji je već jednom prošao kroz Sunčev sustav izazvao kataklizmu. Legende tvrde kako su Zemlja i Mjesec, kao i asteroidni pojas oko Saturna rezultat sudara tog planeta, odnosno njegova satelita i planeta Tiamata koji mu se našao na putanji. Babilonci su taj planet povezivali s bogom Mardukom, čije ime na akadskom znači "onaj koji prolazi", no u većini tekstova povezuju ga s Jupiterom. Te je sumerske tekstove prvi preveo i objavio Zecharia Sitchin koji je tajanstvenom planetu dao ime Nibiru.
Godine 2005. otkriven je patuljasti planet Eris, zbog kojeg je astronomska zajednica preklasificirala Pluton, a koji je također doveden u vezu s mitskim Nibiruom.

## Znanstveno stajalište
Astronomi negiraju mogućnost postojanja planeta Nibiru tvrdeći kako nema nikakvih argumenata koji bi potkrepljivali takvu teoriju. Istovremeno, NASA je obznanila krajem 2011. godine kako ne postoji nikakva mogućnost za bilo kakvu nebesku prijetnju koja bi 2012. pogodila našu planetu i uzrokovala smak svijeta ili velika razaranja. Znanstvenici tvrde kako bi jedan takav nebeski objekt koji se približava Zemlji, a trebao bi joj se sasvim približiti krajem 2012., već sada bio vidljiv golim okom i kako je nemoguće da je skrivan zbog Sunca, kao što tvrde pobornici teorije o njegovom postojanju.

## Vanjske poveznice
- Planet X, Nibiru, Ancient Astronauts, NASA, UFO's (engl.)
- Nibiru - Planet X: Što se događa? (hrv.)
- NASA - 2012: Beginning of the End or Why the World Won't End? (engl.)